# Протеїнурія
Протеїнурія (лат. proteinum — білок + лат. urina — сеча) — надмірне виділення білка з сечею. Коли нирки здорові, білок кров'яної плазми надходить у сечу в дуже невеликій кількості і звичайними методами не визначається. Протеїнурія виникає при захворюваннях нирок (пієлонефрит), порушенні у них кровообігу (застійна нирка), а також при гарячкових інфекційних захворюваннях, травмах черепа, епілептичних припадках. Іноді протеїнурія зумовлена запаленням сечовидільних шляхів. Протеїнурія може виникнути у здорової людини після значного фізичного навантаження, охолодження, сильних емоцій.